# Mistrovství světa ve fotbale hráčů do 20 let 1977
Mistrovství světa ve fotbale hráčů do 20 let 1977 bylo prvním ročníkem tohoto turnaje. Vítězem se stala sovětská fotbalová reprezentace do 20 let.

## Kvalifikace
Na turnaj se kvalifikovaly nejlepší týmy z jednotlivých kontinentálních mistrovství.
| - Afrika (CAF) - Pobřeží slonoviny - Maroko - Asie (AFC) - Irák - Írán - Severní, Střední Amerika a Karibik (CONCACAF) - Honduras - Mexiko - Jižní Amerika (CONMEBOL) - Brazílie - Paraguay - Uruguay |  | - Evropa (UEFA) - Francie - Itálie - Rakousko - Sovětský svaz - Španělsko - Maďarsko - Hostitel - Tunisko |

## Soupisky
Podrobnější informace naleznete v článku Mistrovství světa ve fotbale hráčů do 20 let 1977 (soupisky).

## Základní skupiny

### Skupina A
| Tým       | B | Z | V | R | P | VG | IG | +/- |
| --------- | - | - | - | - | - | -- | -- | --- |
| Mexiko    | 4 | 3 | 1 | 2 | 0 | 8  | 2  | +6  |
| Španělsko | 3 | 3 | 1 | 1 | 1 | 3  | 3  | 0   |
| Francie   | 3 | 3 | 1 | 1 | 1 | 3  | 3  | 0   |
| Tunisko   | 2 | 3 | 1 | 0 | 2 | 1  | 7  | -6  |

| 27. června 1977 12:00 |          |                       |                                                       |
| Francie               | 1:2      | Španělsko             | Stade El Menzah, Rades rozhodčí: Orhan Cebe (Turecko) |
| Bacconnier 75'        | (Report) | Escobar 29' Casas 60' | Stade El Menzah, Rades rozhodčí: Orhan Cebe (Turecko) |

| 27. června 1977 16:00                           |          |         |                                                       |
| Mexiko                                          | 6:0      | Tunisko | Stade El Menzah, Rades rozhodčí: Farouk Bouzo (Sýrie) |
| Manzo 46, 47' Placencia 48, 69, 72' Garduno 56' | (Report) |         | Stade El Menzah, Rades rozhodčí: Farouk Bouzo (Sýrie) |

| 30. června 1977 12:00 |          |               |                                                           |
| Španělsko             | 1:1      | Mexiko        | Stade El Menzah, Rades rozhodčí: Franz Woehrer (Rakousko) |
| Escobar 46'           | (Report) | Rodríguez 73' | Stade El Menzah, Rades rozhodčí: Franz Woehrer (Rakousko) |

| 30. června 1977 16:00 |          |           |                                                                       |
| Tunisko               | 0:1      | Francie   | Stade El Menzah, Rades rozhodčí: Arturo Andrés Ithurralde (Argentina) |
|                       | (Report) | Meyer 20' | Stade El Menzah, Rades rozhodčí: Arturo Andrés Ithurralde (Argentina) |

| 3. července 1977 12:00 |          |           |                                                               |
| Francie                | 1:1      | Mexiko    | Stade El Menzah, Rades rozhodčí: Gianfranco Menegali (Itálie) |
| Wiss 64'               | (Report) | Moses 70' | Stade El Menzah, Rades rozhodčí: Gianfranco Menegali (Itálie) |

| 3. července 1977 16:00 |          |                 |                                                                  |
| Španělsko              | 0:1      | Tunisko         | Stade El Menzah, Rades rozhodčí: Eldar Azim Zade (Sovětský svaz) |
|                        | (Report) | Ben Fattoum 52' | Stade El Menzah, Rades rozhodčí: Eldar Azim Zade (Sovětský svaz) |

### Skupina B
| Tým      | B | Z | V | R | P | VG | IG | +/- |
| -------- | - | - | - | - | - | -- | -- | --- |
| Uruguay  | 6 | 3 | 3 | 0 | 0 | 6  | 1  | +5  |
| Honduras | 4 | 3 | 2 | 0 | 1 | 3  | 1  | +2  |
| Maďarsko | 2 | 3 | 1 | 0 | 2 | 3  | 4  | -1  |
| Maroko   | 0 | 3 | 0 | 0 | 3 | 0  | 6  | -6  |

| 28. června 1977 12:00 |          |             |                                                                 |
| Maroko                | 0:1      | Honduras    | Stade Chedli Zouiten, Tunis rozhodčí: Gerard Racine (Švýcarsko) |
|                       | (Report) | Norales 46' | Stade Chedli Zouiten, Tunis rozhodčí: Gerard Racine (Švýcarsko) |

| 28. června 1977 16:00     |          |           |                                                                    |
| Uruguay                   | 2:1      | Maďarsko  | Stade Chedli Zouiten, Tunis rozhodčí: Gianfranco Menegali (Itálie) |
| Diogo 15' Bica 25' (pen.) | (Report) | Péter 17' | Stade Chedli Zouiten, Tunis rozhodčí: Gianfranco Menegali (Itálie) |

| 1. července 1977 12:00 |          |           |                                                                |
| Honduras               | 0:1      | Uruguay   | Stade Chedli Zouiten, Tunis rozhodčí: Birame N'Diaye (Senegal) |
|                        | (Report) | Nadal 29' | Stade Chedli Zouiten, Tunis rozhodčí: Birame N'Diaye (Senegal) |

| 1. července 1977 16:00 |          |        |                                                                 |
| Maďarsko               | 2:0      | Maroko | Stade Chedli Zouiten, Tunis rozhodčí: Arnaldo Coelho (Brazílie) |
| Kerekes 26' Nagy 56'   | (Report) |        | Stade Chedli Zouiten, Tunis rozhodčí: Arnaldo Coelho (Brazílie) |

| 4. července 1977 12:00 |          |                        |                                                               |
| Maďarsko               | 0:2      | Honduras               | Stade Chedli Zouiten, Tunis rozhodčí: Sahar El Hawary (Egypt) |
|                        | (Report) | Yearwood 7' Duarte 30' | Stade Chedli Zouiten, Tunis rozhodčí: Sahar El Hawary (Egypt) |

| 4. července 1977 16:00          |          |        |                                                            |
| Uruguay                         | 3:0      | Maroko | Stade Chedli Zouiten, Tunis rozhodčí: Farouk Bouzo (Sýrie) |
| Nadal 36' Enrique 44' Ramos 51' | (Report) |        | Stade Chedli Zouiten, Tunis rozhodčí: Farouk Bouzo (Sýrie) |

### Skupina C
| Tým               | B | Z | V | R | P | VG | IG | +/- |
| ----------------- | - | - | - | - | - | -- | -- | --- |
| Brazílie          | 5 | 3 | 2 | 1 | 0 | 8  | 2  | +6  |
| Írán              | 3 | 3 | 1 | 1 | 1 | 4  | 5  | -1  |
| Itálie            | 2 | 3 | 0 | 2 | 1 | 1  | 3  | -2  |
| Pobřeží slonoviny | 2 | 3 | 0 | 2 | 1 | 2  | 5  | -3  |

| 27. června 1977 12:00 |          |                   |                                                                        |
| Itálie                | 1:1      | Pobřeží slonoviny | Stade Olympique de Sousse, Súsa rozhodčí: Emmanuel Platopoulos (Řecko) |
| Capuzzo 11'           | (Report) | Kouassi 77'       | Stade Olympique de Sousse, Súsa rozhodčí: Emmanuel Platopoulos (Řecko) |

| 27. června 1977 16:00                                   |          |            |                                                                    |
| Brazílie                                                | 5:1      | Írán       | Stade Olympique de Sousse, Súsa rozhodčí: Michel Vautrot (Francie) |
| Guina 22, 29, 39' Paulo Roberto 37' Júnior Brasília 52' | (Report) | Rajabi 55' | Stade Olympique de Sousse, Súsa rozhodčí: Michel Vautrot (Francie) |

| 30. června 1977 12:00 |          |        |                                                                   |
| Írán                  | 0:0      | Itálie | Stade Olympique de Sousse, Súsa rozhodčí: Lajos Somlai (Maďarsko) |
|                       | (Report) |        | Stade Olympique de Sousse, Súsa rozhodčí: Lajos Somlai (Maďarsko) |

| 30. června 1977 16:00 |          |            |                                                                   |
| Pobřeží slonoviny     | 1:1      | Brazílie   | Stade Olympique de Sousse, Súsa rozhodčí: Mohamed Kadri (Tunisko) |
| Ya Semon 46'          | (Report) | Cléber 89' | Stade Olympique de Sousse, Súsa rozhodčí: Mohamed Kadri (Tunisko) |

| 3. července 1977 12:00      |          |                   |                                                                     |
| Írán                        | 3:0      | Pobřeží slonoviny | Stade Olympique de Sousse, Súsa rozhodčí: Salem Mahmud Adal (Sýrie) |
| Asheri 31, 87' Barzegar 80' | (Report) |                   | Stade Olympique de Sousse, Súsa rozhodčí: Salem Mahmud Adal (Sýrie) |

| 3. července 1977 16:00 |          |        |                                                                         |
| Brazílie               | 2:0      | Itálie | Stade Olympique de Sousse, Súsa rozhodčí: Dusan Maksimovic (Jugoslávie) |
| Guina 11' Paulinho 48' | (Report) |        | Stade Olympique de Sousse, Súsa rozhodčí: Dusan Maksimovic (Jugoslávie) |

### Skupina D
| Tým           | B | Z | V | R | P | VG | IG | +/- |
| ------------- | - | - | - | - | - | -- | -- | --- |
| Sovětský svaz | 5 | 3 | 2 | 1 | 0 | 5  | 2  | +3  |
| Paraguay      | 4 | 3 | 2 | 0 | 1 | 6  | 2  | +4  |
| Irák          | 2 | 3 | 1 | 0 | 2 | 6  | 8  | -2  |
| Rakousko      | 1 | 3 | 0 | 1 | 2 | 1  | 6  | -5  |

| 28. června 1977 12:00    |          |             |                                                                |
| Sovětský svaz            | 3:1      | Irák        | Sfax Stadium, Sfax rozhodčí: Ángel Franco Martínez (Španělsko) |
| Petrakov 19, 23' Bal 39' | (Report) | Munshid 77' | Sfax Stadium, Sfax rozhodčí: Ángel Franco Martínez (Španělsko) |

| 28. června 1977 16:00 |          |           |                                                         |
| Rakousko              | 0:1      | Paraguay  | Sfax Stadium, Sfax rozhodčí: Zoubir Benganif (Alžírsko) |
|                       | (Report) | Morel 62' | Sfax Stadium, Sfax rozhodčí: Zoubir Benganif (Alžírsko) |

| 1. července 1977 12:00                         |          |           |                                                           |
| Irák                                           | 5:1      | Rakousko  | Sfax Stadium, Sfax rozhodčí: Tesfaye Gebreyesus (Etiopie) |
| Munshid 30' Hussain 34, 38, 90 3+' Hammadi 90' | (Report) | Weiss 28' | Sfax Stadium, Sfax rozhodčí: Tesfaye Gebreyesus (Etiopie) |

| 1. července 1977 16:00 |          |                                |                                                       |
| Paraguay               | 1:2      | Sovětský svaz                  | Sfax Stadium, Sfax rozhodčí: Michel Vautrot (Francie) |
| Battaglia 38'          | (Report) | Chidijatullin 29' Bessonov 59' | Sfax Stadium, Sfax rozhodčí: Michel Vautrot (Francie) |

| 4. července 1977 12:00                   |          |      |                                                                |
| Paraguay                                 | 4:0      | Irák | Sfax Stadium, Sfax rozhodčí: Ángel Franco Martínez (Španělsko) |
| Salmaniego 26' López 30, 68' Giménez 67' | (Report) |      | Sfax Stadium, Sfax rozhodčí: Ángel Franco Martínez (Španělsko) |

| 4. července 1977 16:00 |          |               |                                                       |
| Rakousko               | 0:0      | Sovětský svaz | Sfax Stadium, Sfax rozhodčí: Mohamed Larache (Maroko) |
|                        | (Report) |               | Sfax Stadium, Sfax rozhodčí: Mohamed Larache (Maroko) |

## Play off

### Semifinále
| 6. července 1977 12:00 |                         |                |                                                                    |
| Mexiko                 | 1:1 (prodl.) (5-3 pen.) | Brazílie       | Stade El Menzah, Rades rozhodčí: Ángel Franco Martínez (Španělsko) |
| Rergis 53'             | (Report)                | Jorge Luíz 59' | Stade El Menzah, Rades rozhodčí: Ángel Franco Martínez (Španělsko) |

| 7. července 1977 12:00 |                         |               |                                                               |
| Uruguay                | 0:0 (prodl.) (3-4 pen.) | Sovětský svaz | Stade El Menzah, Rades rozhodčí: Gianfranco Menegali (Itálie) |
|                        | (Report)                |               | Stade El Menzah, Rades rozhodčí: Gianfranco Menegali (Itálie) |

### O 3. místo
| 9. července 1977 12:00                             |          |         |                                                       |
| Brazílie                                           | 4:0      | Uruguay | Stade El Menzah, Rades rozhodčí: Farouk Bouzo (Sýrie) |
| Cléber 13' Paulo Roberto 30' Paulinho 53' Tiao 69' | (Report) |         | Stade El Menzah, Rades rozhodčí: Farouk Bouzo (Sýrie) |

### Finále
| 10. července 1977 18:30 |                         |                  |                                                                          |
| Mexiko                  | 2:2 (prodl.) (8-9 pen.) | Sovětský svaz    | Stade El Menzah, Rades diváci: 22 000 rozhodčí: Michel Vautrot (Francie) |
| Garduno 50' Manzo 59'   | (Report)                | Bessonov 52, 88' | Stade El Menzah, Rades diváci: 22 000 rozhodčí: Michel Vautrot (Francie) |

## Vítěz
| Mistrovství světa ve fotbale hráčů do 20 let 1977 SSSR (1. titul) Alexandr Novikov • Valentyn Krjačko • Sergej Baltača • Viktor Kaplun • Alexej Iljin • Andrij Bal • Volodymyr Bezsonov • Vagiz Chidijatullin • Igor Byčkov • Robert Chalajdžan • Valerij Petrakov • Hryhorij Batyč • Oleksandr Sopko • Sergej Kiselnikov • Vladimir Bodrov • Sergej Igumin • Serhij Žarkov • Jurij Syvucha |